# Inciona

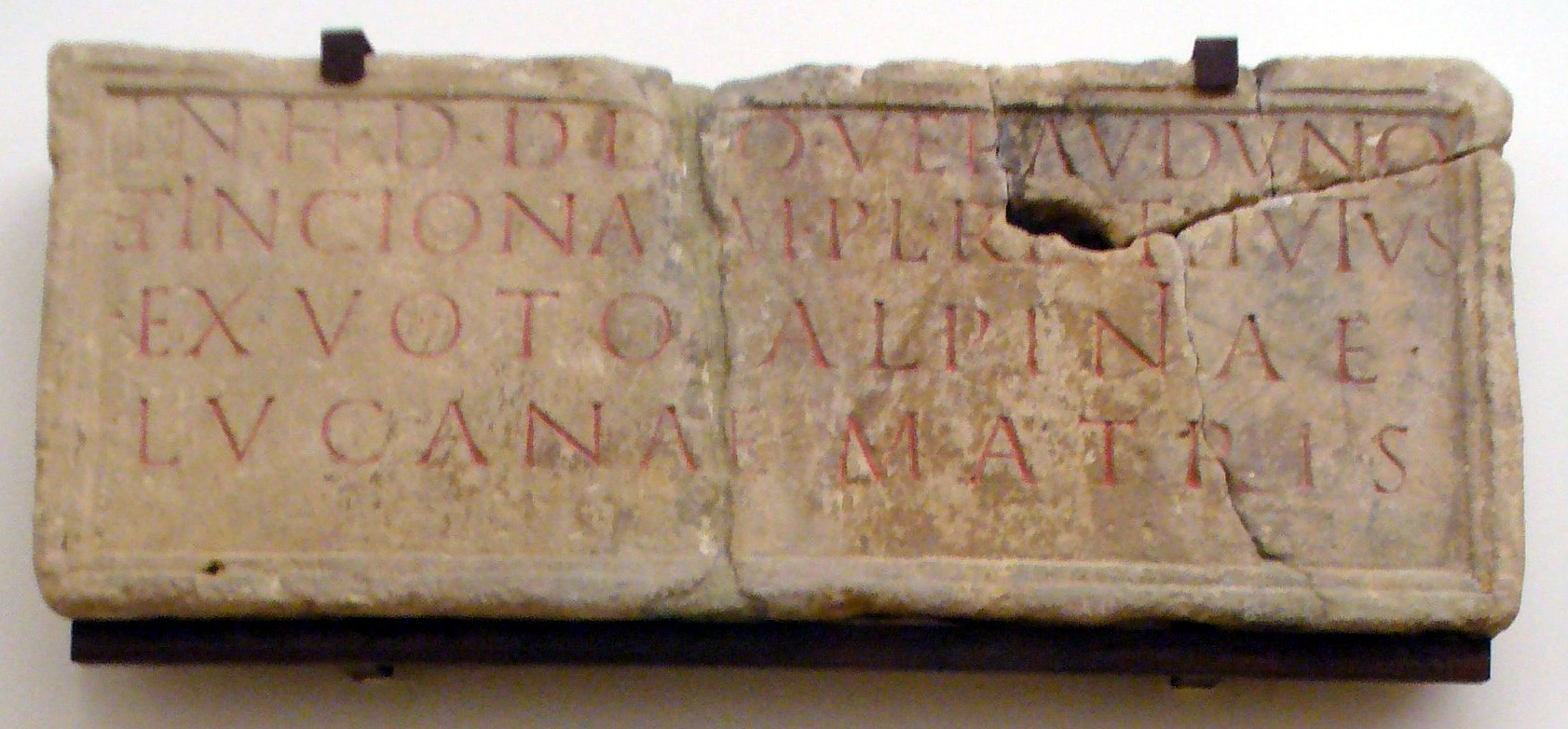
Weiheinschrift auf Sandstein an Veraudunus und Inciona vom Widdenberg, Luxemburg.

Inciona war eine keltische Göttin aus dem Gebiet der Treverer.
Vermutlich war sie eine Lokalgottheit des Widdenberges in Luxemburg, wo beide Inschriften gefunden wurden, die sie erwähnen. In beiden Fällen wird sie mit dem Gott Veraudunus genannt, der daher wahrscheinlich ihr Begleiter war. Auf einer Bronzeplakette werden beide mit Lenus Mars erwähnt, falls die Lesung richtig ist, wobei nicht ganz klar ist, ob sich Veraudunus direkt auf ihn bezieht oder ob beide als unterschiedliche Götter angesehen wurden. 